# Hội Khoa học UFO Trung Hoa
Hội Khoa học UFO Trung Hoa (tiếng Trung: 中華UFO科學學會) là một nhóm nghiên cứu UFO ở Đài Loan được thành lập vào ngày 19 tháng 9 năm 1993.
Tổ chức này đã thiết lập quan hệ hợp tác với các tổ chức nước ngoài như MUFON và Hội Khoa học UFO Nhật Bản, đồng thời là nhóm UFO đầu tiên ở Đài Loan tham gia nghiên cứu hợp tác quốc tế. Tháng 10 năm 1993, chủ tịch hội là Giang Hoàng Vinh được mời tới Liên Hợp Quốc tham gia hội thảo bàn về "Sự sống có trí thông cao ngoài Trái Đất và tương lai nhân loại".
Hội Khoa học UFO Trung Hoa tính đến năm 1995 đã có hơn 1.000 thành viên.